# Vladarska rodbina
Vladarska rodbina (tudi dinastija) je družina (po navadi plemiška), katere pripadniki vladajo določenemu prostoru več generacij oziroma rodov.

## Seznam
Abasidi - Afšaridi - Agilolfingi - Ahemenidi - Ajubidi - Alavi - Almohadi - Almoravidi - Alpinovci - Anžujci - Aragonci - Arpadovci - Aseni - Askanijci - Ašikaga - Atalidi - Avižani - Babenberžani - Balšići - Berke - Bernadotti - Bonaparte - Rodbina Bonde - rodbina Bragança - Brankovići - Bourboni - Burgundijci - Crnojevići - Csányi - Družina Cormaro - Domagojići - Dukasi - Erikovci - Rodbina Estridsen - rodbina Este - Rodbina Folkunga - Rodbina Fairhair -  Fatimidi - Flavijci - Rodbina Folkunga - Gaznavidi - Glücksburžani - Godunovi - Rodbina Gorm - Rodbina Grimaldi - Gupta - Guridi - Gvelfi - Habsburžani - Hafsidi - dinastija Han - Hanoverani - Hohenzollerji - Rodbina Holstein-Gotorpi - Hunjadi - Idrisidi - Ilkanidi - Inglingi - Izavrijci - Jagelonci - dinastija Juan -  julijansko-klavdijska rodbina - Kapetingi - Karadžordževići - Karahanidi - Karolingi - Kartidi - Klavdijci - Komneni - Konstantinci - Kotromanići - Kušani - Kadžari - Lancastri - Lotaringi  - Luksemburžani - Makedonska dinastija - Rodbina Mecklenburg - dinastija Mandžu - Mermnadi - Merovingi - Dinastija Ming - Moguli - rodbina Montefeltro - Rodbina Munsö - Rodbina Nassau-Dillenburg - Nemanjići - Normani - Obrenovići - Oldenburžani - Omajadi - Rodbina Orange-Nassau - Orleanci - Osmani - Otokarji - Osmani - Otoni - Pahlavi - Paleologi - Petrovići - Pfalčani - Rodbina Palatinate-Zweibrücken - Pjasti - Plantageneti - Rodbina Pomerania - Přemyslidi - Ptolemajci - Dinastija Č'in - Dinastija Čing - Robertinci - Romanovi - Rurikoviči - Safavidi - Sasanidi - Sasi - Savojci - Seldžuki - Selevkidi - Severci - Stenkili - Stuarti - Štaufovci - Rodbina Stenkil - dinastija Sui - Sverkerji - rodbina Saška-Coburg in Gotha - dinastija Šang - Šišmani - Šung - dinastija Tang - Teodozijci - Takugava - Terterji - Timuridi - Trastamari - Trpimirovići - Tudorji - Ulfingi - Valoijci - Vasovci - Višeslavljevići - Vojislavljevići - Waldeck - Welf - Wettinci - Windsorji - Wittelsbachi - Rodbina York - Zandijci - dinastija Džov